# Casa de Montefeltro

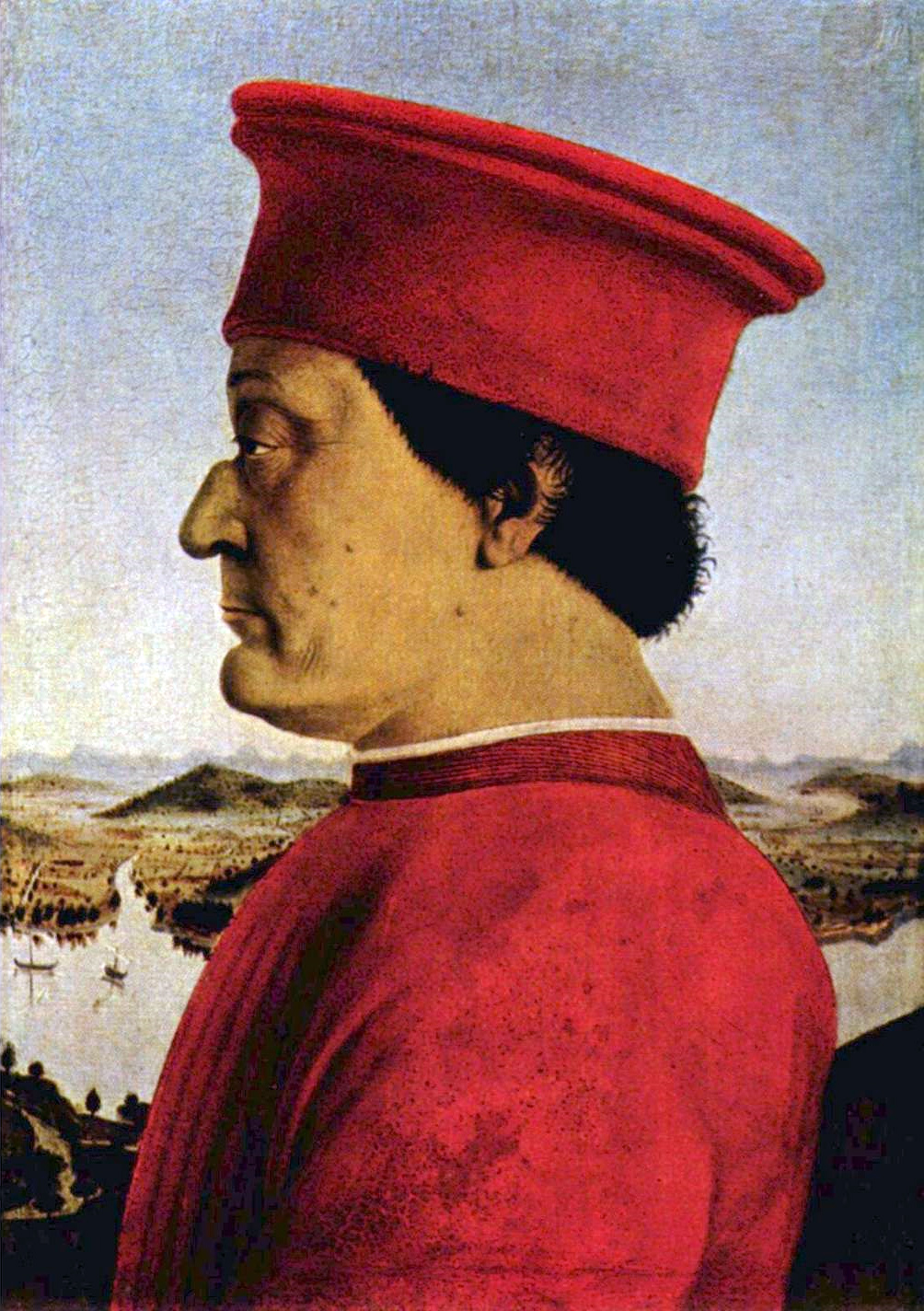
Retrato de Federico III da Montefeltro, por Piero della Francesca.

Montefeltro, es el apellido de una histórica familia italiana que gobernó en Urbino y Rimini.

## Historia
El gobierno de la familia empezó en 1226 cuando Bonconte I de Montefeltro y su hermano Taddeo fueron nombrados condes de Urbino por el emperador Federico II. Ellos y su descendencia fueron líderes gibelinos de las Marcas y la Romaña.
A Bonconte lo sucedió Montefeltrano (1214-1255), y Guido I (1255-1286 y 1293-1296), quien fue capitán de Forlì durante las guerras con los ejércitos francés y papales. El papa Bonifacio VIII lo libró de toda censura por sus acciones en aquellas guerras, y lo utilizó en contra de Palestrina y los Colonna.  
El sucesor de Guido, Federico I (1296-1322), incrementó sus dominios arrebatando Fano, Osimo, Recanati, Gubbio, Spoleto y Asís a la Santa Sede. Fue asesinado después de imponer altos impuestos y Urbino cayó bajo el control del Papa. En 1323, sin embargo, el hijo de Federico, Nolfo (1323-1359) fue proclamado Señor de Urbino. En 1355, como legado papal, el cardenal Albornoz viajó por toda Italia restaurando la autoridad papal y Urbino volvió otra vez a estar bajo el dominio de la Santa Sede. El hijo de Nolfo, Federico, quedó sin autoridad, pero su hijo, Antonio (1377-1403), se aprovechó de la rebeldía de las Marcas y Umbría contra la Santa Sede (1375) para restaurar el poder de su familia en Urbino. 
Guidantonio (1403-1443) fue nombrado gobernante del ducado de Spoleto por el papa Martín V (1419) y llevó adelante una guerra contra Braccio da Montone con diversa fortuna. Su hijo, Oddo Antonio, fue asesinado después de sólo unos meses en el poder. Los urbineses entonces ofrecieron el señorío a Federico III (1444-1482), el hijo ilegítimo de Guidantonio, alumno de la escuela de Vittorino da Feltre y amante del arte. Bajo su dominio, Urbino se convirtió en centro cultural del Renacimiento. Se vio implicado en guerras contra Sigismondo Pandolfo Malatesta, Renato de Anjou, y Florencia. El papa Sixto IV le otorgó el título de duque de Urbino (1474). 
Guidobaldo I (1492-1508) tuvo que huir de Urbino para escapar de los ejércitos de César Borgia. Adoptó a Francesco Maria della Rovere (1508-38), su sobrino (hijo de una hermana), uniendo así los señoríos de Sinigaglia y Urbino. Ayudó a Julio II a reconquistar la Romaña. El papa León X lo privó de sus territorios, que fueron entregados a Lorenzo II de Médici, y posteriormente a Francesco Maria della Rovere. La familia Rovere gobernó el ducado hasta su extinción en 1631, cuando regresó a los Estados Pontificios.